# Hans Arp
Hans Arp, isto tako i Žan Arp (fr. Jean Arp; *16. septembar 1887 — †7. jun 1966) bio je nemačko-francuski slikar, vajar i pesnik. Poznat je kao saradnik u grupi dadaista i nadrealista i prvenstveno kao pristalica apstraktne umetnosti, kod koga su ishodišta bila u elementarnim prirodnim formama.

## Biografija
Hans Arp je rođen kao sin proizvođača cigareta u Strazburu koji je tada pripadao Nemačkoj i u sredini koja je bila nemačka i francuska sa poznavanjem oba jezika. U mladosti se interesovao za pesnike romantičare.
Od 1904.- 1908. studira slikarske umetnosti u Vajmaru i u Parizu na akademiji Julijan. Od 1909. godine je živeo u Švajcarskoj i pisao je pesme. 1912. godine susreće se sa slikarom Vasiljem Kandinskim u Minhenu i postaje član grupe Der blaue Rajter (što znači plavi jahač). Te godine posećuje i Pola Klea i sledeće godine izdaje krokije figura povezanih sa njegovim radom u časopisu Der Šturm (što znači napred). 1916. godine je sarađivao sa dadaistima u Cirihu a 1918.-1919. u Kelnu sa Maksom Ernstom. Od 1922. godine živi naizmenice u Cirihu i Parizu. Te godine se oženio sa Sofijom Tauber umetnicom sa kojom je radio velike kolaže geometrijskih isečeka uglavnom pod uticajem ove umetnice. 1926. godine se nastanio u Medounu nedaleko Pariza.
Njegove skulpture se mogu svrstati u organsku apstrakciju, i često se nazivaju biomorfnim skulpturama jer mada njihovi delovi podsećaju na biljke i delove tela, ipak ostaju apstraktne.
Godine 1943. mu je umrla žena. 1949. godine je putovao za SAD i od 1950.- 1959. godine projektovao je velike plastike za univerzitet u Harvardu i Karakasu, kao i za UNESCOvu zgradu u Parizu. 1952. putuje za Rim i Grčku gde radi plastike, postaje jako priznat i ugledan umetnik- kipar, tako da u svojoj radionici zapošljava i saradnike.
Umro je u Bazelu 1966. godine.

## Delo
- 1916 — ilustracije ka Huselbekovim "Phantastische Gebete"
- 1925 — "Umetnički izmi", sa El Lisickim
- 1946 — zbirka pesama "Vazdušna prestonica"
- 1948 — monografija "On my way"
- 1952 — "Snovi i planovi" (ili "Snovii projekti")- pesnička zbirka
- 1953 — "Slovni sni i crne zvezde"
- 1953 — "Čupava srdca"

## Literatura
1. PSN Akademia Československih vied, Praha 1966.
2. Hledaní tvarú, Igor Zhoř Praha 1967.
3. Enciklopedija likovnih umjetnosti, L.Z. FNRJ, Zagreb 1959.
4. Mala prosvetina enciklopedija, Beograd, 1959.

## Spoljašnje veze
- Hans Arp - Biografie Архивирано на веб-сајту  (30. новембар 2009)
- Arp Museum in Rolandseck
- Fondation Arp, Meudon, Frankreich
- Künstlerporträt "weisst du schwarzt du" Архивирано на веб-сајту  (10. октобар 2007) von Dr. Richard Albrecht